# Nævningeting
 Denne artikel omhandler overvejende eller alene danske forhold. Hjælp gerne med at gøre artiklen mere almen.
Et nævningeting er en behandlingsform i visse, grovere straffesager. Som udgangspunkt føres en straffesag som nævningesag, hvis den tiltalte nægter sig skyldig og risikerer at blive idømt en fængselsstraf på i 4 år eller derover, jf. retsplejeloven § 686, stk. 4, nr. 1; medmindre den tiltalte ønsker at sagen skal føres som domsmandssag.
Et nævningeting adskiller sig fra en jury, der kendes fra engelsktalende lande (se jury i engelsktalende lande), ved ikke at havde en primær eller principiel sagsafgørende funktion (I de engelsktalende lande, er det typisk at skyldspørgsmålet afgøres af tilfældigt udvalgte borgere, og dommer "blot" afmåler en eventuel straf). I Danmark er det som udgangspunkt altid dommere som afklarer skyldspørgsmål, hvis ikke der er tale om en straffesag af særlig grov karakter. Her kan sagen omdannes, populært sagt, til en nævninge sag, hvis den tiltalte selv ønsker det. På domstol.dk defineres grove straffesager som følgende.
| Citat | Nævningesager er sager, hvor anklageren kræver fængselsstraf på fire år eller mere, eller hvor den tiltalte kan blive dømt til forvaring eller anden anbringelse. | Citat |
|       | |       |

Efter 1. januar 2008 findes nævningeting både ved byretterne og landsretterne. Tidligere fandtes de kun ved landsretterne.

## Sammensætning og proces
I byretten består tinget af 6 nævninge og ved ankesager i landsretten af 9 nævninge (Jf. Retsplejelovens § 12, stk. 5), disse udtages efter lodtrækning fra en grundliste, der udarbejdes af et udvalg i hver kommune. Før retsreformen i 2008 brugte man kun nævningeting ved landsretten, og disse havde 12 medlemmer.
Nævningene må ikke tale om sagen med andre end hinanden. Når advokaterne har fremlagt sagen i retten, belæres nævningene af retsformanden (den ledende juridiske dommer), som dermed giver nævningene sin opfattelse af sagens juridiske sammenhæng.
Herpå skal nævningene tage stilling til skyldsspørgsmålet.

### Den dobbelte garanti
Hvis et nævningeting finder tiltalte ikke-skyldig, afsiges straks en dom om frifindelse.
Findes tiltalte derimod skyldig (hvilket kræver mindst 4 stemmer ud af 6), kan de tre juridiske dommere følge eller tilsidesætte denne beslutning.
Bliver beslutningen tilsidesat skal anklagemyndigheden, såfremt den fortsat ønsker tiltalte dømt, bringe sagen for et nyt nævningeting – sagen skal altså gå om. Anklagemyndigheden kan dog også vælge at frafalde yderligere retsforfølgning.
Den regel, at de juridiske dommere kan tilsidesætte nævningenes skyldigkendelse, kaldes den dobbelte garanti, fordi tiltalte derfor kun kan dømmes, hvis både nævningene og de juridiske dommere er overbeviste om vedkommendes skyld.

### Strafudmåling
Her deltager nævningetinget samt tre juridiske dommere –- nævningene har hver én stemme mens dommerne tilsammen har lige så mange stemmer som nævningene. Ved afstemning om strafudmåling gælder almindeligt flertal. Er der stemmelighed, gælder det mildeste resultat for tiltalte.

### Anke fra byretten
Ønsker tiltalte at anke byrettens afgørelse, kan både strafudmålingen og skyldsspørgsmålet ankes. Ankes skyldsspørgsmålet, køres sagen som nævningesag i landsretten også. Ellers køres sagen som en domsmandssag i landsretten.

## Jury i engelsktalende lande
De engelsktalende lande har i stor grad videreført domssystemet fra England, Common law, selvom de har udviklet sig adskilt. Common law er et retssystemsindretning, der adskiller sig fra det Europæiske på mange punkter (På engelsk "Civil Law"), men fungerer ligeledes på baggrund af det demokratiske princip om magtens tredeling.
Grundet USAs store kulturelle indflydelse igennem medier, er mange bekendt med begrebet "jury" og sætningen "... by a jury of your peers" (... af et nævningeting af dine ligemænd), men indretningen af domstolene og brugen af juryen adskiller sig markant fra danske forhold. Et dansk nævningeting består af lægmænd eller lægdommere.
En grundlæggende forskel på danske, samt mange Europæiske forhold, mod de engelsktalende landes retssystem, er at en dommers afgørende rolle i de engelske domstole er at holde orden på forløbet, mens advokaterne fremføre sagen overfor juryen. Det vil sige, at hvor dommere i Danmark grundlæggende er dem som bliver præsenteret for vidner, beviser og udtalelser for så at afgøre en sag, muligvis i sammenhæng med et nævningeting, så er dette juryens ansvar alene i de engelsktalende lande. Her skal dommeren sørge for ro og orden, afgøre spørgsmål om, hvordan sagen bliver fremsat for juryen, samt at udmåle straffen når juryen har afgjort sagen.

### Tvangsindkaldt jury
I USA er brugen af juryen konsekvent, i flere sagstyper er det almindeligt, og i næsten alle kan en af begge parter kræve, at sagen føres for en jury. Derudover kan parterne også blive enige om, hvor stor en del af juryen, der kan afgøre sagen. Hvis parterne ikke enes om en andel, skal juryen være helt enige i en afgørelse. Dette er meget almindeligt i USA, og udfordrer sagens forløb ved at juryen ikke stemmer om afgørelse, men holdes forsamlede i så lang tid det kræver for at juryen har en enstemmig afgørelse i sagen. En jury er derfor en afgørende del af næsten alle retsforløb, og behovet for medlemmer er så stort, at det er almindeligt at staterne tvangsindkalder borgere til "jury duty" (Nævninge/lægmands pligt). Det offentlige system indretter lister med borgere, som indkaldes tilfældigt, og i mange distrikter er det kriminelt at udeblive. Kritikere peger på at systemet ikke er retfærdigt, da langt fra hele befolkningen bliver indkaldt, på trods af tilfældighedsprincippet. Dette er dog forklaret ved, at der i Amerika ikke findes en central institution, der opgøre borgerene (Som det danske sundhedssystem med CPR-nummer), i stedet opgøres borgere individuelt af hver institution, der katalogisere dem efter behov. Derfor sker jury indkaldelsen gerne på lister, der er indhentet fra eksempelvis kørekorts licenser eller dem som har søgt om stemmeret til et foregående valg, og har en borger enten ikke kørekort i staten, eller deltaget ved et valg, så figurerer de muligvis ikke på indkaldelses listerne.

### Juryens påvirkning af retssystemet
At størstedelen af sagerne i engelsktalende lande afgøres af en jury, har påvirket måden og forløbet en retssag føres på. Overfor danske forhold er der selvsagt flere grundlæggende formalia forskelle på retssystemet, men udover det er der flere forskelle, som grundes i brugen af jury. Nogle af de mest fremstående forskelle er beskrevet nedenfor.
Kritikere af Common law systemets brug af nævningeting som sagsafgøre, påpeger at det i fremgangsmådens forløb er muligt at påvirke en jury subjektivt, og derved ændre afgørelsen. Det er dommerens opgave i dette system, at forsøge at afholde lægmændene fra at blive påvirket. Tilfældigt udvalgte borgere vil dog være langt mere modtagelige for at blive påvirket af advokaters fremtræden, et firmas image samt et dårlig eller bedre talende "vidne", end personer med juridisk uddannelse, der er ansat til opgaven, som det kendes fra det danske retssystem i dommerens rolle herhjemme.
Specifikt i USA, er det også en jury der afgør en doms økonomiske omfang. Hvis det eksempelvis er en erstatningssag, søger advokaterne ikke kun at overbevise juryen om sagens afgørelse, men i høj grad også at opnå så stor økonomisk dom som det er muligt at påvirke juryen til i dens afgørelse. Herudover er det i USA ikke tilladt at rejse sag om samme spørgsmål igen. Dvs. at hvis en person er blevet frikendt af en jury, men anklager mistænker at afgørelsen ikke var retfærdig, at juryen blev påvirket af retsforløbet eller andre omstændigheder, der måske vil lade en sag genoptages i Danmark, er det eneste mulighed i USA, at sagsøge elementer fra en afsluttet sag. Eksempelvis et vidne fra sagen, og ved at vinde en retssag mod vidnet om et forkert udsagn, også få omlagt dommen i den oprindelige sag.

#### Forensic Science (Retsmedicinsk Videnskab)
I straffesager fremvises beviser for juryen, i stedet for dommeren som det kendes i Danmark, hvilket føre til at alle beviser skal fremlægges på en måde almindelige borgere forstår. i USA vurderes tekniske beviser derfor ikke af et syns- og skønsinstitut, men én person indkaldes som et vidne til at overbevise juryen om bevisets kvalitet og retsafgørende sikkerhed. Vidnet betales typisk et større beløb for at stille op i retten, af den part der indkalder dem.
En dommer vil her typisk spørge ind til "vidnet", om beviserne kan fremlægges med "en overvejende videnskabelig sikkerhed", et begreb der ikke har nogen egentlig definition. Metoden kaldes "Forensic Science" (Retsmedicinsk Videnskab), men er ikke en standardiseret metode, og har ikke en defineret - eller har krav om - uddannelse og er ikke reguleret. Denne metode er ofte kritiseret, da "vidnet" ikke opholdes til nogen regler eller love ved at bekræfte "sikkerheden", og at vidnet kan være alt fra en ekspert i et anerkendt videnskabeligt felt, til en vilkårlig person, der selv udråber sig som ekspert. Dette har ført til at tekniske beviser, som analyser af hår, og af bidemærker i objekter, er udbredt som afgørende beviser, selvom eksperter og videnskaben afviser at beviserne kan bruges forsvarligt, og slet ikke som sikre tekniske beviser. Sager der bliver afgjort af at sådanne tekniske beviser overbeviser en jury om en anklagets skyld, har flere gange ført til uskyldiges fængsling eller retssager, der senere viser sig at blive afgjort på usikkert grundlag, ved at alle de afgørende beviser er fejlbetonede eller forkerte.

#### Discovery & Fishing Expeditions (Opdagelser)
Editionspligten, muligheden for at kræve et bevis fremlagt af den anden part, eksempelvis et dokument, fungerer også markant anderledes. At kunne fremføre beviser i form af eksempelvis dokumenter, pålægges ofte advokaterne alene. Dette føre til at fasen, hvor disse beviser opspores er afgørende, da det ikke alene er indholdet af dokumenterne, der afgøre skyldsspørgsmålet, men også i hvor høj grad, informationerne overbeviser juryen. Efter computernes udbredelse, er digitale dokumenter næsten blevet en disciplin i sig selv for advokaterne, og der tales her om e-discoveries. USA har som det eneste land, også under Common Law landende, indrettet det som et kerne element, at advokaterne hos en part, har nærmest uindskrænket adgang til at kræve informationer fra den anden part. Dommeren bliver kun involveret, hvis en part nægter at udlevere eller mistænkes for at forsøge at destruerer informationer. Der er mange implikationer af den amerikanske indretning, men en af de tydeligste er Fishing Expeditions. Dette begreb beskriver handlingen, hvor en part beder om overlevering af en hel gruppe af informationer, blot i håbet om at finde enkelte dokumenter i det, som kan bruges i retssagen. Modangrebet på denne handling, er at overlevere endnu mere information en modparten søger, i håbet om at mængden af eksempelvis dokumenter, langt overstiger den andens parts evne til at finde brugbar information inden tidsfristen.
Kritikere af denne indretning, peger på at systemet fremskynder at advokater specialiserer sig langt mere i at opdage og søge informationer, end at praktiserer i retssystemet. Langt størstedelen af amerikanske retssager afgøres ved at parterne opnår et forlig, i stedet for at opnå en dom. Dette indikerer at en part har opnået så meget information, at begge parter forventer en jury med al sandsynlighed vil kende modparten skyldig, og det er derfor mere bekvemt at indgå et forlig, hvor der eksempelvis betales store summer til modparten, for at undgå at sagen når til en dom, i det noget længere retsforløb der også er langt mere omkostningsfuldt.
I USA fremstår denne fase så vigtig, at mange tv-shows og film, der bygger på retssystemet, viser det som en afgørende handling for karaktererne.

#### Omkostninger for parterne
Udover de omkostningsforskelle, der er i de grundlæggende indretninger i retssystemer, såsom hvorvidt taberen skal betale for vinderes sagsomkostninger, er det typisk langt mere omkostningsfuldt at føre en retssag, hvor en jury har den sagsafgørende funktion. Omkostningerne har flere årsager. Dels skal der under hele forløbet tages hensyn til at juryen ikke har juridiske erfaringer eller forståelse, og at mange emner derfor skal forklares mere grundlæggende, samt skal der eventuelt hyres dyre eksperter eller andre eksterne personer som vidner. Derudover tager det derfor også langt længere tid at fremlægge en sag i retten på denne måde, hvilket også giver store omkostninger. Dels fordi der typisk er særlige regler for "vidners" udtalelser, da alle kan indkaldes som vidner, der udtaler sig til juryen, og som advokaten, der indkalder et vidne, frit kan tilspørge. Her vil modpartens advokater forsøge at begrænse vidnets indflydelse, ved at gribe ind, og bede dommeren tage stilling til, om der er en overtrædelse af de mange regler, der begrænser, hvad et vidne må udtale sig om. Dette sker ved det velkendte opråb "objection" fra engelsksprogede film. Denne proces tager også væsentlig længere tid, og er markant mere omkostningsfuld, end det kendes fra det danske retssystem.
Da det økonomiske omfang af dommen, eksempelvis erstatning, bliver fratrukket fra sagens omkostninger fra den vindende part, er gevinsten typisk begrænset, af det meget dyre sagsforløb. Der findes ingen klare tal for omfanget generelt, men ældre undersøgelser specifikt om sager om produkt ansvar fra USA, fastslår at ca. 70 % af erstatningsbeløbet dækkede omkostningerne ved sagerne. Dvs. at af en erstatnings størrelse på 100.000, vil 70.000 være brugt på sagsomkostninger, og 30.000 ville være "overskuddet". I en sag fra 2014 ligeledes fra USA, hvor olieindustrien var sigtet for et samlet forurenende læk i en given periode, kom det frem at den offentlige kommission havde indgået forlig, for et foruroligende lavt beløb, der vakte opsigt og skabte debat. Grunden var at kommissionen "typisk indgår forlig for en tiendedel af det sagsøgte beløb". Dette viser igen det store omkostninger ved at føre sagen til ende, siden en kommission fra det offentlige "typisk indgår forlig". Foruden de økonomiske fordele, er der også den fordel for den anklagede i en given sag, hvori der indgås forlig, at parten ikke bliver dømt. Dette kan eksempelvis benyttes i PR, hvor et virksomhed eller institution kan forsvare sig med at havde indgået et forlig, eller aldrig være dømt for en given sag. Udsagn der har en meget anderledes opfattelse i offentligheden, end at være dømt, selvom sagen af parterne, der var involveret i den, opfatter den som havde en skyldig eller uskyldig part.